# FA Tartu Kalev
FA Tartu Kalev is een voetbalclub uit Estland. De clubkleuren zijn zwart en groen. Haar thuiswedstrijden speelt de club in het Ülenurme staadion, gelegen in de plaats Ülenurme dat dichtbij Tartu ligt.

## Geschiedenis
De voetbalclub werd opgericht in 2018 als afstamming van Tartu Kalev die is opgericht in 1901. In 2020 werd de club kampioen van het vijfde niveau, een jaar later werd de club wederom kampioen ditmaal op het vierde niveau. Sinds 2022 is de club actief in de Esiliiga B, het derde niveau.

## Erelijst
- III liiga

Kampioen (1x): 2020
- II liiga

Kampioen (1x): 2021

## Eindklasseringen vanaf 2020
| 1 |

| 1 |

| 7 |

| 4 |

| 5 |

| Esiliiga B | II liiga | III liiga |